# ميكاليس كابسيس
ميخاليس كابسيس (باليونانية: Μιχάλης Καψής)‏ (مواليد 18 أكتوبر 1973 في نيكايا - اليونان) لاعب كرة قدم يوناني يلعب حالياً لصالح نادي الدرجة الممتازة ليفادياكوس اليوناني منذ 2008 في مركز قلب الدفاع كما يجيد اللعب في مركز الظهير الأيمن.
لعب كابسيس لأندية أريس نيكياس (1990-1991) نيابوليس (1991-1992) أناغينيسي أرتاس (1992-1993) إثنيكوس (1993-1998) أيك أثينا (1999-2004) بوردو (2004-2005) أوليمبياكوس (2005-2006) أبويل (2006-2008).
ساهم كابسيس في تتويج نادي أيك أثينا ببطولة كأس اليونان مرتين موسمي 2000/1999 و2002/2001 كما ساهم في تتويج نادي أوليمبياكوس ببطولة دوري الدرجة الممتازة اليوناني وبطولة كأس اليونان موسم 2006/2005 كما ساهم في تتويج نادي أبويل ببطولة دوري الدرجة الأولى القبرصي موسم 2007/2006 وبطولة كأس قبرص موسم 2008/2007.
شارك كابسيس مع المنتخب اليوناني في 34 مباراة دولية مسجلاً الهدف الأول في الفترة من 2003 إلى 2007. تم استدعاء كابسيس للمشاركة في بطولة كأس الأمم الأوروبية لكرة القدم 2004 التي أقيمت في البرتغال. ساهم كابسيس بتتويج منتخب بلاده بالبطولة بعدما شارك في جميع المباريات الست أساسياً.

## روابط خارجية
- ميكاليس كابسيس على موقع الاتحاد الدولي (مؤرشف)  (الإنجليزية)
- ميكاليس كابسيس على موقع قاعدة بيانات كرة القدم.إي يو (الإنجليزية)
- ميكاليس كابسيس على موقع ناشيونال فوتبول تيمز (الإنجليزية)